# Anna Friel
Anna Louise  Friel (Rochdale, 1976. július 12. –) brit színésznő.

## Élete és pályafutása
Tizenhárom évesen kezdett színészkedni, elsőként a Brookside (1993–1995) című brit szappanoperával vált ismertté. Nemzetközi hírnévre a Halottnak a csók (2007–2009) című amerikai sorozattal tett szert. Feltűnt még A túlélés ára (2015), a Marcella (2016–) és a Barátnő rendelésre  (2017) című sorozatok epizódjaiban.
A filmvásznon 1998-ban debütált a Három nő háborúban és szerelemben című filmmel. Egyéb, fontosabb filmjei közé tartozik a Szentivánéji álom, a Csődtömeg (1999), a Sunset Strip – A jövő útja (2000), a Se veled, se nélküled (2001), az Idővonal (2003), a Góóól! (2005), a Báthory – A legenda másik arca (2008), Az elveszettek földje (2009), a London Boulevard (2010), a Férfit látok álmaidban (2010), a Csúcshatás (2011), A szenvedély királya (2013), a Tisztítókúra (2016) és a Behálózva (2016).

## Filmográfia

### Film
| Év   | Magyar cím                        | Eredeti cím                            | Szerep           | Magyar hang         |
| ---- | --------------------------------- | -------------------------------------- | ---------------- | ------------------- |
| 1998 |                                   | The Stringer                           | Helen            |                     |
| 1998 | Három nő háborúban és szerelemben | The Land Girls                         | Prue (Prudence)  | Sipos Eszter Anna   |
| 1999 | Szentivánéji álom                 | A Midsummer Night's Dream              | Hermia           | Prókai Annamária    |
| 1999 | Csődtömeg                         | Rogue Trader                           | Lisa Leeson      | Solecki Janka       |
| 1999 | Lökött tehenek                    | Mad Cows                               | Maddy            | Majsai-Nyilas Tünde |
| 2000 | Sunset Strip – A jövő útja        | Sunset Strip                           | Tammy Franklin   |                     |
| 2000 | Örök darab                        | An Everlasting Piece                   | Bronagh          |                     |
| 2001 | A háborús özvegy                  | The War Bride                          | Lily             |                     |
| 2001 | Se veled, se nélküled             | Me Without You                         | Marina           | Törtei Tünde        |
| 2003 |                                   | Last Rumba in Rochdale (rövidfilm)     | Bodney (hangja)  |                     |
| 2003 | Idővonal                          | Timeline                               | Lady Claire      | Kiss Erika          |
| 2005 | Góóól!                            | Goal!                                  | Roz Harmison     | Vadász Bea          |
| 2006 | Adunk a kultúrának                | Irish Jam                              | Maureen Duffy    | Urbán Andrea        |
| 2006 |                                   | Niagara Motel                          | Denise           |                     |
| 2007 | Góóól 2.                          | Goal II: Living the Dream              | Roz Harmison     | Vadász Bea          |
| 2007 |                                   | Rubbish (rövidfilm)                    | Isobel           | Short film          |
| 2008 | Báthory – A legenda másik arca    | Bathory                                | Báthori Erzsébet |                     |
| 2009 | Az elveszettek földje             | Land of the Lost                       | Holly Cantrell   | Zakariás Éva        |
| 2010 | London Boulevard                  | London Boulevard                       | Briony           | Németh Borbála      |
| 2010 | Férfit látok álmaidban            | You Will Meet a Tall Dark Stranger     | Iris             | Zakariás Éva        |
| 2011 | Csúcshatás                        | Limitless                              | Melissa          | Zakariás Éva        |
| 2012 |                                   | Metamorphosis: Titian 2012 (rövidfilm) | Diana            |                     |
| 2013 | A szenvedély királya              | The Look of Love                       | Jean Raymond     |                     |
| 2013 | Gyermekeink apja                  | Having You                             | Anna             |                     |
| 2014 | Jóemberek                         | Good People                            | Sarah            |                     |
| 2014 |                                   | Advent (rövidfilm)                     | Helen            |                     |
| 2015 |                                   | Urban & the Shed Crew                  | Greta            |                     |
| 2016 | Tisztítókúra                      | The Cleanse                            | Maggie           | Madarász Éva        |
| 2016 | Behálózva                         | I.T.                                   | Rose Regan       | Németh Borbála      |
| 2017 |                                   | Tomato Red                             | Bev Merridew     |                     |
| 2018 |                                   | The Sea (rövidfilm)                    | Jenny            |                     |
| 2019 |                                   | Sulphur and White                      | Joanne Tait      |                     |
| 2020 |                                   | Books of Blood                         | Mary             |                     |
| 2021 |                                   | Charming the Hearts of Men             | Grace Gordon     |                     |
| 2023 | Bezártság                         | Locked In                              | Mackenzie        | Tarr Judit          |

### Televízió
| Év        | Magyar cím                | Eredeti cím                                 | Szerep                            | Megjegyzések                                 |
| --------- | ------------------------- | ------------------------------------------- | --------------------------------- | -------------------------------------------- |
| 1991      |                           | G.B.H.                                      | Susan Nelson                      | minisorozat főszereplő (6 epizód)            |
| 1991      |                           | Coronation Street                           | Belinda Johnson                   | 2 epizód                                     |
| 1992      |                           | Emmerdale                                   | Poppy Bruce                       | 4 epizód                                     |
| 1993      |                           | Medics                                      | Holly Jarrett                     | 1 epizód                                     |
| 1993–1995 |                           | Brookside                                   | Beth Jordache                     | főszereplő (23 epizód)                       |
| 1995      |                           | The Imaginatively Titled Punt & Dennis Show | ismeretlen szerep                 | 1 epizód                                     |
| 1996      | Mesék a kriptából         | Tales from the Crypt                        | Angelica, Leah                    | 1 epizód                                     |
| 1996      |                           | Cadfael                                     | Sioned                            | 1 epizód                                     |
| 1998      | Közös barátunk            | Our Mutual Friend                           | Bella Wilfer                      | minisorozat főszereplő (4 epizód)            |
| 1998      |                           | The Tribe                                   | Lizzie                            | tévéfilm                                     |
| 1998      | A szerelem mindenek előtt | St. Ives                                    | Flora Gilchrist                   | tévéfilm                                     |
| 2001      |                           | The Fear                                    | mesélő                            | 1 epizód                                     |
| 2002      |                           | Fields of Gold                              | Lucia Merritt                     | tévéfilm                                     |
| 2003      |                           | Watermelon                                  | Claire Ryan                       | tévéfilm                                     |
| 2004      |                           | The Jury                                    | Megan Delaney                     | főszereplő (3 epizód)                        |
| 2004      | Cserebere szerelem        | Perfect Strangers                           | Susie Wilding                     | tévéfilm                                     |
| 2007–2009 | Halottnak a csók          | Pushing Daisies                             | Charlotte "Chuck" Charles         | főszereplő (22 epizód)                       |
| 2009      |                           | The Street                                  | Dee Purnell                       | két epizód                                   |
| 2011      | Kalandok Sohaországban    | Neverland                                   | Elizabeth Bonny                   | minisorozat (2 epizód)                       |
| 2011      | Kincsőrzők                | Treasure Guards                             | Victoria Eckhart                  | tévéfilm                                     |
| 2011      |                           | Come Fly with Me'                           | önmaga                            | egy epizód                                   |
| 2011      |                           | Without You                                 | Ellie                             | minisorozat főszereplő (3 epizód)            |
| 2012      |                           | Public Enemies                              | Paula Radnor                      | minisorozat főszereplő (3 epizód)            |
| 2013      |                           | Playhouse Presents                          | Jenny                             | egy epizód                                   |
| 2013      |                           | The Vatican                                 | Kayla Duffy                       | próbaepizód nem került adásba                |
| 2014      |                           | The Psychopath Next Door                    | Eve Wright                        | tévéfilm                                     |
| 2015      | A túlélés ára             | American Odyssey                            | Odelle Ballard őrmester           | főszereplő (13 epizód)                       |
| 2015      |                           | The Heavy Water War                         | Julie Smith                       | minisorozat főszereplő (6 epizód)            |
| 2016–     | Marcella                  | Marcella                                    | Marcella Backland nyomozóőrmester | főszereplő                                   |
| 2017      |                           | The Keith and Paddy Picture Show            | Adrian                            | 1 epizód                                     |
| 2017      |                           | Broken                                      | Christina Fitzsimmons             | minisorozat főszereplő (3 epizód)            |
| 2017      | Barátnő rendelésre        | The Girlfriend Experience                   | Erica Myles                       | főszereplő (7 epizód)                        |
| 2018      |                           | Butterfly                                   | Vicky Duffy                       | minisorozat főszereplő (3 epizód)            |
| 2019      |                           | Deep Water                                  | Lisa Kallisto                     | minisorozat főszereplő (6 epizód)            |
| 2022      | Country dinasztia         | Monarch                                     | Lisa Kallisto                     | - főszereplő - magyar hangja: - Zakariás Éva |

## Fordítás
- Ez a szócikk részben vagy egészben  az   Anna Friel című angol Wikipédia-szócikk fordításán alapul.  Az eredeti cikk szerkesztőit annak laptörténete sorolja fel. Ez a jelzés csupán a megfogalmazás eredetét és a szerzői jogokat jelzi, nem szolgál a cikkben szereplő információk forrásmegjelöléseként.